# خطأ طبي
الأخطاء الطبية هي أخطاء يتم ارتكابها في المجال الطبي، نتيجة انعدام الخبرة أو الكفاءة من قبل الطبيب الممارس أو الفئات المساعدة، أو هي نتيجة ممارسة عملية أو طريقة حديثة وتجريبية في العلاج، أو نتيجة حالة طارئة يتطلب السرعة على حساب الدقة، أو نتيجة طبيعة العلاج المعقد، تصل نسبة حالات الوفاة نتيجة خطأ طبي إلى معدلات عالية سنويا في معظم أنحاء العالم ومنها الدول المتقدمة، ففي الولايات المتحدة على سبيل المثال يقدر حالات الموت الناتجة من اخطاء طبية إلى مايقارب 98,000 حالة وفاة سنويا. إن العمل الطبي هو نشاط يتوائم في كيفية وظروف أدائه مع القواعد والأصول الراسخة في علم الطب، ويتجه في ذاته إلى شفاء المريض، وهو لا يصدر إلا من شخص مرخص له قانوناً بمزاولة مهنة الطب، ومن أهم ما يتطلَّبه القانون لإعطاء هذا الترخيص حصول طالبه على المؤهل الدراسي الذي يؤهِّله لهذه المهنة، اعتباراً بأن الحاصل على هذا المؤهل هو وحده الذي يستطيع أن يباشر العمل الطبي، طبقاً للأصول العلمية المتعارف عليها، والأصل في العمل الطبي أن يكون علاجياً أي يستهدف بالدرجة الأولى تخليص المريض من مرض ألمَّ به أو تخفيف حدته أو تخفيف آلامه.
يُعَدُّ كذلك من قبيل الأعمال الطبية ما يساهدف الكشف عن أسباب سوء الصحة، أو مجرد الوقاية من مرض، وأن إباحة عمل الطبيب مشروطة بأن يكون ما يجريه مطابقاً للقواعد والأصول العلمية المقرَّرة، وعلى ذلك يمكن القول إن العمل الطبي هو عمل مشروع حتى ولو ساءت حالة المريض، ولكن إذا اقترن هذا العمل بخطأ ما سئل الطبيب عنه مسؤولية غير عمدية. بمعنى أن الطبيب غير مسوؤل عن نتيجة العلاج إذا قام بأداء واجبه كاملا حسب الأصول الطبية.

## تعريفات
يُستَخدَم هذا المصطلح خطأً في الطب كتسمية لجميع الحوادث السريرية التي تضر المرضى. توصَف الأخطاء الطبية بأنها أخطاء بشرية في كثير من الأحيان. يحدث الخطأ الطبي عندما يختار مقدم الرعاية الصحية طريقة غير مناسبة للرعاية أو عندما ينفذ بشكل غير مناسب طريقة رعاية مناسبة، كأن يقرأ الطبقي المحوري الخاطئ مثلًا. وبشكل عام، يتطلب التعريف نقاشًا أعمق. على سبيل المثال: تشير الدراسات إلى أن التزام الأطباء بنظافة اليدين في وحدة العناية المركزة يتراوح بين 19% و85%. لا تعتبر الأخطاء التي تُرتكب من قبل مقدمي الرعاية الصحية بريئة عند عدم اتباعهم قواعد النظافة والعقامة العامة، فذلك قد ينتج عنه إصابات إنتانية من الممكن أن تنتهي بالوفاة.
توجد عدة أنواع من الأخطاء الطبية تتراوح من بسيطة إلى كبيرة، ولكن يبقى تحديد الآلية المسببة صعبًا. ويمكن كذلك تصنيف الأخطاء الطبية وفق العديد من الفئات.

## التأثير
تشير التقديرات على الصعيد العالمي إلى وفاة نحو 142000 شخص في عام 2013 بسبب الآثار الضارة للعلاج الطبي، وكان الرقم 94000 في عام 1990. يموت وفقًا لإحصائيات الممارسات الطبية الخاطئة الحديثة في الولايات المتحدة ما لا يقل عن 250000 شخص سنويًا بسبب الأخطاء الطبية والإهمال.
قدّر تقرير معهد الطب لعام 2000 أن الأخطاء الطبية أدت إلى وفيات تتراوح ما بين 44000 و98000 حالة يمكن الوقاية منها، ولوحظ بأنها تتسبب بنحو 1000000 إصابة إضافية كل عام في المستشفيات الأمريكية. وجدت دراسة أجريت في المملكة المتحدة عام 2000 حدوث نحو 850000 خطأ طبي في كل عام؛ الأمر الذي يتسبب بتكاليف تزيد عن 2 مليار جنيه إسترليني.
شكك بعض الباحثين في دقة دراسة معهد الطب، وانتقدوا المعالجة الإحصائية لأخطاء القياس في التقرير مشيرين إلى وجود ذاتية كبيرة في تحديد الوفيات التي «يمكن تجنبها» أو الناجمة عن خطأ طبي، وأشاروا إلى الافتراض الخاطئ بأن 100 % من المرضى سينجون إذا توفرت الرعاية المثلى لهم. قدرت دراسة أجريت عام 2001 في دورية الجمعية الطبية الأمريكية على سبعة مراكز طبية تابعة لوزارة شؤون المحاربين القدامى أنه مقابل كل 10 آلاف مريض مقبول في المستشفيات المعنية، توفي مريض واحد كان سيعيش لمدة ثلاثة أشهر أو أكثر بصحة إدراكية جيدة فيما لو توفرت الرعاية المثلى له.
وجدت متابعة لدراسة معهد الطب في عام 2006 أن الأخطاء الدوائية هي من بين الأخطاء الطبية الأكثر شيوعًا، إذ تضر هذه الأخطاء ما لا يقل عن 1.5 مليون شخص كل عام. ووفقًا للدراسة، تحدث في المستشفيات نحو 400000 إصابة يمكن الوقاية منها بسبب الأدوية، ونحو 800000 في أماكن الرعاية طويلة الأمد، ونحو 530000 في العيادات الخارجية. وذكر التقرير أن هذه التقديرات قد تكون متحفظة. بلغت التكاليف الطبية الإضافية التي سببتها الإصابات التي يمكن الوقاية منها والمرتبطة بالأدوية في عام 2000 وحده نحو 887 مليون دولار. نظرت الدراسة فقط في الإصابات التي لحقت بمستفيدي الرعاية الطبية، وهي مجموعة فرعية من زوار العيادات. لا يأخذ أي من هذه الأرقام في الاعتبار الأجور المفقودة والإنتاجية أو التكاليف الأخرى.
يقدر تقرير لوكالة أبحاث الرعاية الصحية والجودة لعام 2002 وفاة نحو 7000 شخص كل عام بسبب أخطاء دوائية، وهذا الرقم أكبر من الوفيات الناجمة عن إصابات مرتبطة بالعمل (6000 حالة وفاة). تؤثر الأخطاء الطبية على واحد من كل 10 مرضى في جميع أنحاء العالم. وتشير الاستنباطات الخارجية إلى وفاة نحو 180000 شخص سنويًا بسبب أخطاء علاجية المنشأ، وإن كان دور ذلك جزئي. أفاد واحد من كل خمسة أمريكيين (22 %) بتعرضه هو أو أحد أفراد أسرته لخطأ طبي من نوع ما.
سجلت منظمة الصحة العالمية 14 مليون حالة جديدة و 8.2 مليون حالة وفاة مرتبطة بالسرطان في عام 2012. وقدرت أن عدد الحالات قد يزيد بنسبة 70% حتى عام 2032. تسعى المستشفيات حول العالم مع زيادة عدد مرضى السرطان الذين يتلقون العلاج إلى إيجاد طرق لتحسين صحة المرضى وضمان متابعتهم ورفع كفاءة علاجهم.
وجدت دراسة نشرت في عام 2016 أن الخطأ الطبي هو السبب الرئيسي الثالث للوفاة في الولايات المتحدة بعد أمراض القلب والسرطان. وجد الباحثون في الدراسات التي حللت بيانات معدل الوفيات الطبية من 2000 إلى 2008 وقوع أكثر من 250000 حالة وفاة سنويًا بسبب خطأ طبي، وهذا ما يمكن ترجمته إلى ما يقدر بنحو 9.5% من جميع الوفيات السنوية في الولايات المتحدة.

### صعوبات حساب تواتر الأخطاء
تؤدي نحو 1 % من حالات دخول المستشفى إلى حدث ضار بسبب الإهمال. وقد تكون الأخطاء أكثر شيوعًا من ذلك، لأن هذه الإحصائية شملت الأخطاء القابلة للقياس فقط. تشير المراجعة المستقلة لخطط علاج الأطباء إلى إمكانية إضافة تحسينات في 14% من حالات القبول. تشير إحدى الدراسات إلى تلقي البالغين في الولايات المتحدة 55% فقط من الرعاية الموصى بها لهم. وفي الوقت نفسه، وجدت دراسة ثانية أن 30% من الرعاية في الولايات المتحدة قد تكون غير ضرورية. على سبيل المثال: إذا تأخر الطبيب في طلب تصوير الثدي بالأشعة السينية، فلن يظهر هذا الخطأ في النوع الأول من الدراسة، ونظرًا لأنه لم يحدث أي حدث ضار أثناء المتابعة القصيرة للدراسة، فلن يظهر الخطأ أيضًا في النوع الثاني من الدراسة لأن الانتقاد شمل خطط العلاج الرئيسية فقط. ومع ذلك، سيُسجَّل الخطأ في النوع الثالث من الدراسة. وإذا أوصى الطبيب بمعالجة أو اختبار غير ضروري، قد لا يظهر ذلك في أي نوع من هذه الدراسات.
يشفَّر سبب الوفاة على شهادات الوفاة في الولايات المتحدة، المجموعة إحصائيًا من قبل مراكز السيطرة على الأمراض والوقاية منها (CDC) في التصنيف الدولي للأمراض (ICD) بشكل لا يشمل رموزًا للعوامل البشرية وعوامل النظام.

## الأسباب
ترتبط الأخطاء الطبية بالأطباء والممرضين عديمي الخبرة والإجراءات الجديدة والمرضى في طرفي العمر (صغير جدًا أو مسن جدًا) والرعاية المعقدة أو العاجلة. تساهم عوامل أخرى في المشكلة كالتواصل الضعيف (سواء بلغة الفرد الخاصة أو بلغة أخرى) والتوثيق غير الصحيح والكتابة اليدوية غير المقروءة والأخطاء الإملائية وعدم كفاية نسبة الممرضات إلى عدد المرضى والأدوية التي تحمل نفس الاسم. قد يساهم وصف المريض أيضًا بشكل كبير في الأخطاء الطبية، فقد ينجم السقوط -على سبيل المثال- عن سوء تقدير المرضى. تظهر الأخطاء البشرية في نحو 80% من الأمور السلبية التي تحدث في أنظمة الرعاية الصحية المعقدة. تنتج الغالبية العظمى من الأخطاء الطبية عن خلل في النظام وعن العمليات سيئة التصميم مقارنةً بحدوثها نتيجة الممارسات الخاطئة أو الممارسين غير الأكفاء.

### تعقيد الرعاية الصحية
يمكن أن تساهم التقنيات المعقدة والأدوية القوية والعناية المركزة والإقامة الطويلة في المستشفى في الأخطاء الطبية.

### تصميم النظم والعمليات
أكد معهد الطب في عام 2000 أن الأخطاء الطبية ليست بسبب وجود أشخاص سيئين في نظم الرعاية الصحية، وإنما وجود أشخاص جيدين يعملون في أنظمة سيئة تحتاج إلى أن تكون أكثر أمانًا.
يشكل ضعف التواصل وخطوط السلطة غير الواضحة للأطباء والممرضات ومقدمي الرعاية الآخرين عوامل مساهمة أيضًا في ذلك. يمكن أن تؤدي أنظمة الإبلاغ المنفصلة داخل المستشفى إلى ظهور أنظمة فرعية ناقصة أو سيئة التنسيق.
وجد التقرير السنوي للجنة المشتركة حول الجودة والسلامة لعام 2007 أن عدم كفاية التواصل بين مقدمي الرعاية الصحية أو بين مقدمي الرعاية والمريض وأفراد الأسرة كان السبب الجذري لأكثر من نصف الأحداث السلبية الخطيرة في المستشفيات المعتمدة. وتشمل الأسباب الرئيسية الأخرى: التقييم غير الكافي لحالة المريض، وضعف القيادة أو التدريب.